# Куликовское сельское поселение (Кемеровская область)
Кулико́вское се́льское поселе́ние — муниципальное образование в Тисульском районе Кемеровской области. 
Административный центр — село Куликовка.

## История
Куликовское сельское поселение образовано 17 декабря 2004 года в соответствии с Законом Кемеровской области № 104-ОЗ.
Упразднено с 15 ноября 2020 года в связи с преобразованием Тисульского района в муниципальный округ.

## Население
| 2010 | 2011  | 2012  | 2013 | 2014 | 2015 | 2016 | 2017 | 2018 |
| ---- | ----- | ----- | ---- | ---- | ---- | ---- | ---- | ---- |
| 1040 | ↘1036 | ↘1010 | ↘981 | ↘939 | ↘915 | ↘911 | ↗912 | ↘893 |
| 2019 | 2020  |       |      |      |      |      |      |      |
| ↘878 | ↘859  |       |      |      |      |      |      |      |

## Состав сельского поселения
| № | Населённый пункт | Тип населённого пункта       | Население |
| - | ---------------- | ---------------------------- | --------- |
| 1 | Колба            | село                         | 419       |
| 2 | Куликовка        | село, административный центр | 620       |
| 3 | Новоивановка     | деревня                      | 1         |

## Статистика
На территории Куликовского сельского поселения проживает 406 человек, На территории расположены 1 детский сад, 1 общеобразовательная школа, 1 фельдшерский пункт , 1 магазин, 2 объекта культуры.